# Elda Sorra
Elda Sorra (* 1978 in Tirana, Albanien) ist eine deutsche Schauspielerin.

## Leben
Sorra wurde 1978 in Tirana während der kommunistischen Diktatur unter Enver Hoxha geboren. Die Familie floh 1990 in die Deutsche Botschaft in Tirana und verbrachte dort acht Tage mit über 3000 anderen albanischen Flüchtlingen. Nach verschiedenen Heimaufenthalten in Deutschland gelangte Sorra nach Lemgo in Ostwestfalen, wo sich die Familie, die sich während der Flucht verloren hatte, wieder vereinte. Dort besuchte Sorra später das Marianne-Weber-Gymnasium und spielte Volleyball für den TV Lemgo in der Landesliga.
Im Jahr 2004 absolvierte Sorra ihre Ausbildung an der Arturo Schauspielschule in Köln und arbeitete zunächst in unterschiedlichen Theaterengagements, unter anderem im Landestheater Schleswig, am Theo Otto Theater in Remscheid, am Theater Tiefrot in Köln und am HAU-Theater in Berlin.
Sie war in deutschen Fernsehserien wie Pastewka, Alles Klara, Nikola und Block B – Unter Arrest sowie in den Fernsehfilmen Morgen räum ich auf und Sieh zu, dass du Land gewinnst zu sehen. Im Jahr 2015 spielte Sorra in dem Kinofilm Die Blumen von gestern von Chris Kraus.
Der Kurzfilm Pamçka ist Sorras Regiedebüt; sie schrieb auch das Drehbuch und produzierte den Film mit ihrer jüngeren Schwester Jorida Sorra, ebenfalls Schauspielerin. Neben Ilona Schulz spielen die Schwestern die Hauptrollen. Der Kurzfilm lief auf zahlreiche internationalen Filmfestivals, unter anderem in Braunschweig, wo Sorra 2018 auch als Jurymitglied für Die Goldenen Vier Linden Preis beim 32. Braunschweig International Film Festival eingeladen wurde.
Im Jahr 2020 übernahm Sorra eine durchgehende Rolle in der zweiten Staffel der Schweizer Fernsehserie Wilder, die Anfang 2022 in Deutschland auf 3sat ausgestrahlt wurde.
Elda Sorra lebt in Berlin.

## Filmografie (Auswahl)
- 2001: Nikola
- 2005: Wohlfühlwochenende (Kurzfilm)
- 2005: Pastewka
- 2006: Sieh zu, dass Du Land gewinnst
- 2007: Herzog (TV-Serie)
- 2007: Schräge Kerle (TV-Serie)
- 2007: Morgen räum ich auf (TV-Film)
- 2011: Alles Klara
- 2013: Bota
- 2014: Block B – Unter Arrest
- 2014: Die Bombenlegerin (Kurzfilm)
- 2015: Die Blumen von gestern
- 2015: Therapie (Kinofilm)
- 2016: Pamçka (Kurzfilm) (Drehbuch, Regie und Produktion)
- 2020: Wilder (TV-Serie)
- 2022: Of Cats and Daughters (Kurzfilm) (Drehbuch, Regie und Produktion)
- 2024: Märchenperlen: Dornröschen und der Fluch der siebten Fee (Fernsehreihe)